# Saint-Julien-de-Civry
Saint-Julien-de-Civry è un comune francese di 522 abitanti situato nel dipartimento della Saona e Loira nella regione della Borgogna-Franca Contea.

## Società

### Evoluzione demografica
Abitanti censiti